# Méligny-le-Petit
Pour l’article homonyme, voir Méligny-le-Grand.
Méligny-le-Petit est une commune française située dans le département de la Meuse, en région Grand Est.

## Géographie
Le territoire de la commune est limitrophe de ceux de cinq communes :
| Saulvaux            |                  | Méligny-le-Grand   |
|                     | Méligny-le-Petit | Méligny-le-Grand   |
| Marson-sur-Barboure | Reffroy          | Bovée-sur-Barboure |

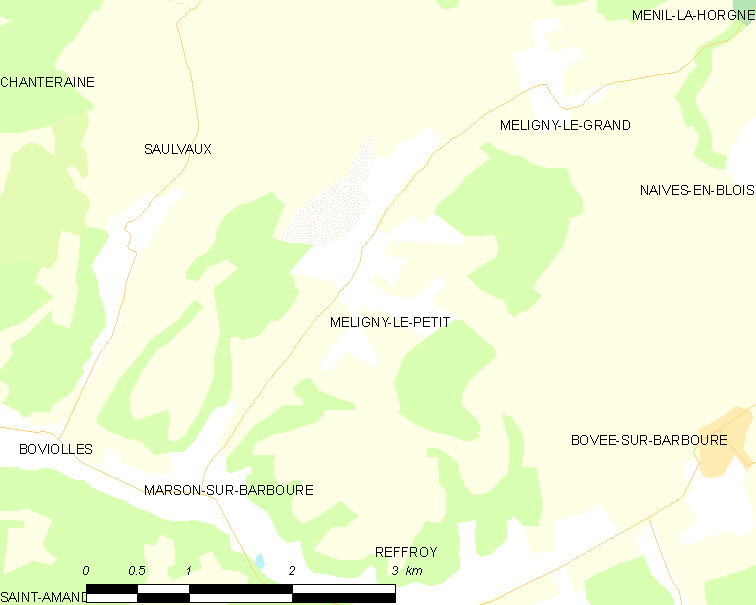
Carte de la commune.
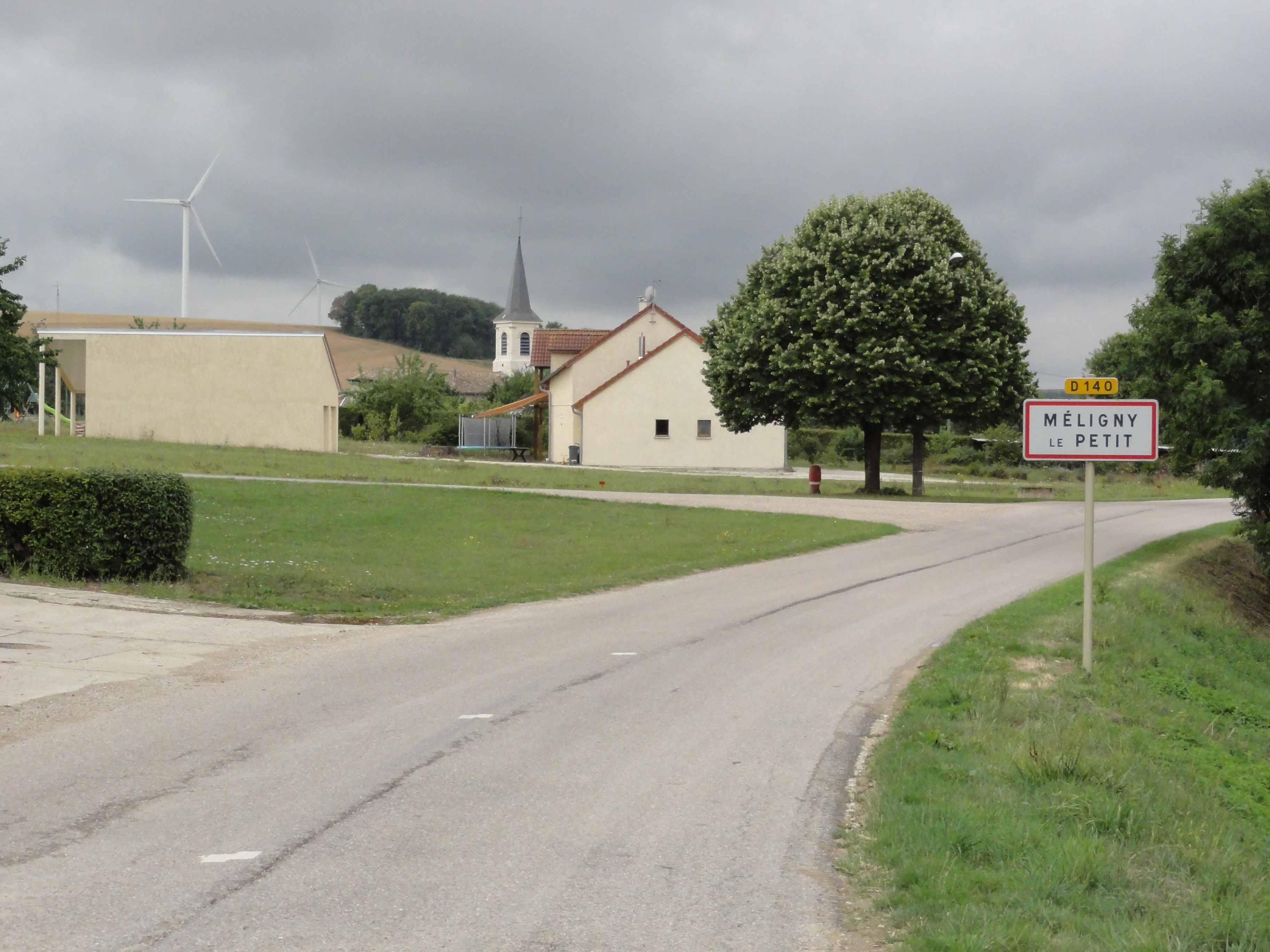
Entrée de l'agglomération.
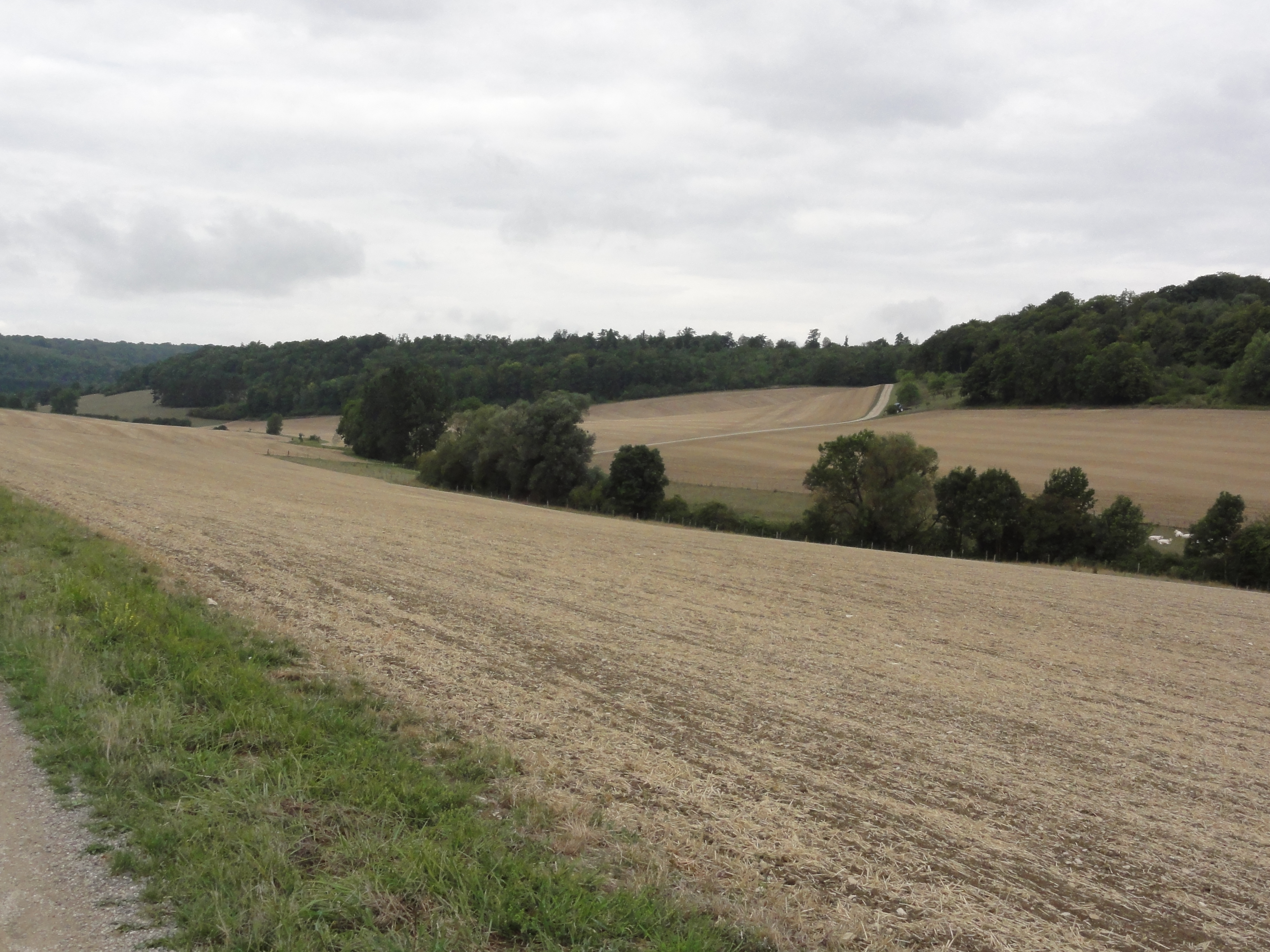
Paysage.
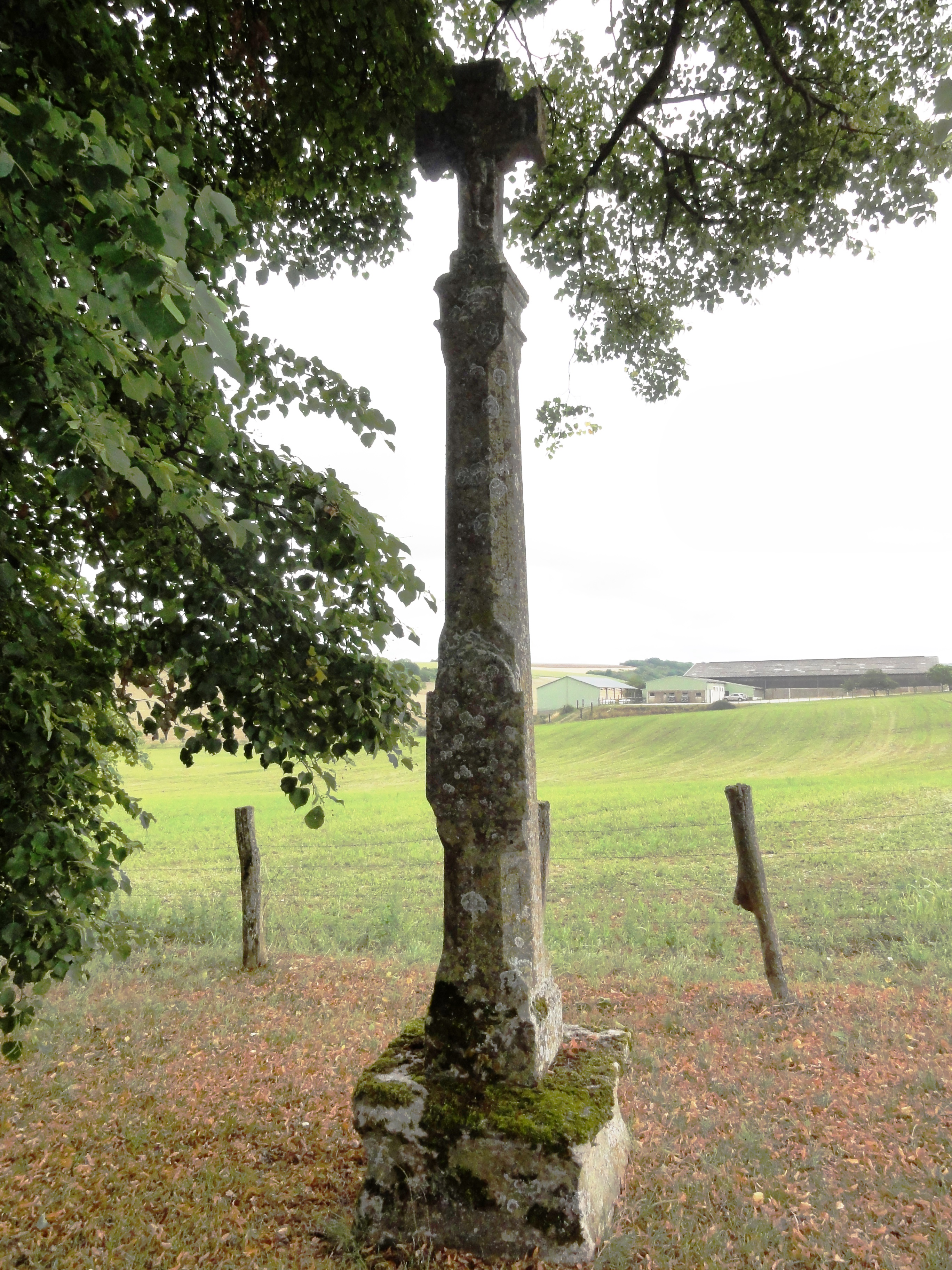
Paysage avec croix.

### Hydrographie
La commune est dans la région hydrographique « la Seine de sa source au confluent de l'Oise (exclu) » au sein du bassin Seine-Normandie. Elle est drainée par le ruisseau de Meligny et divers autres petits cours d'eau,.

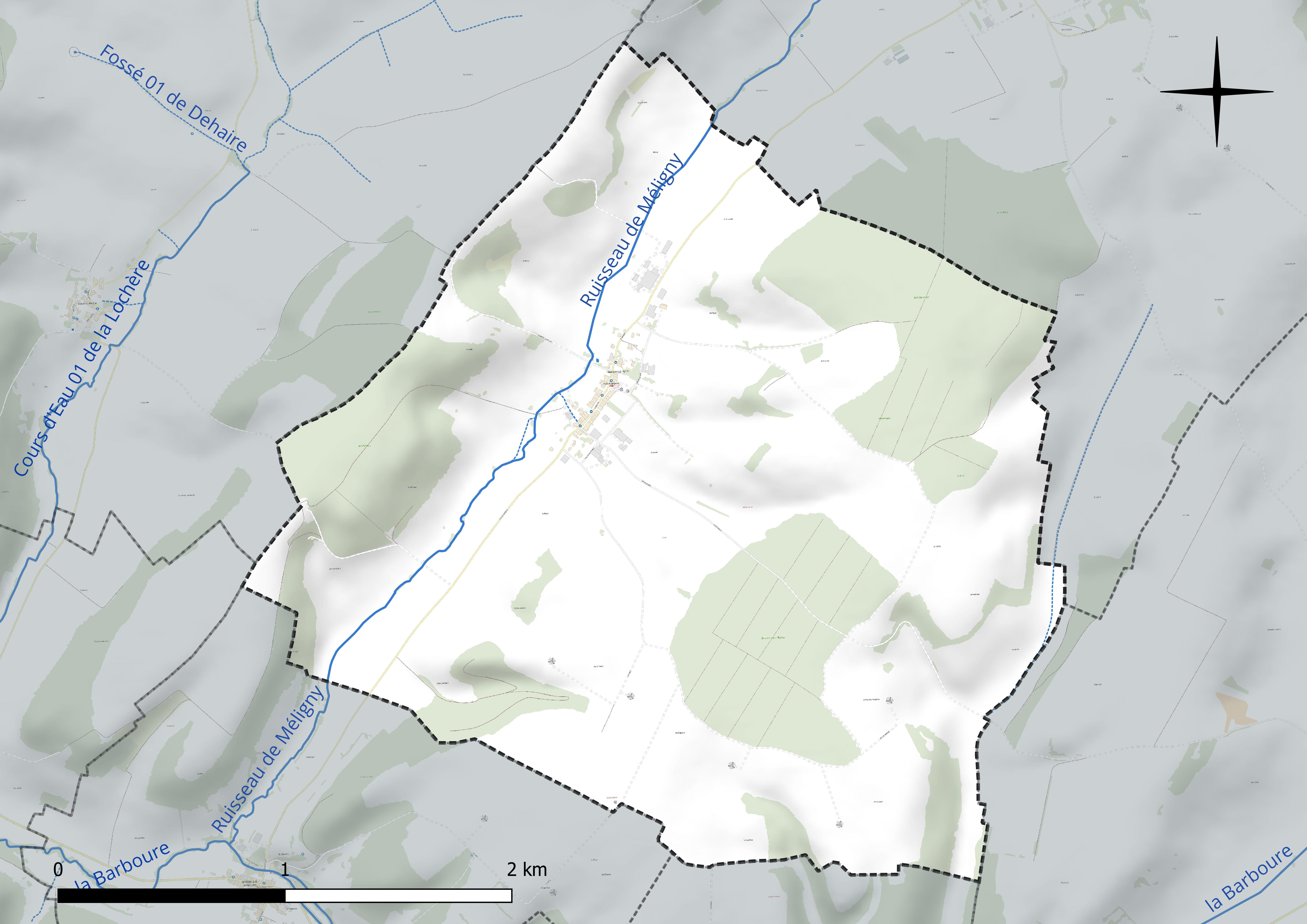
Réseau hydrographique de Méligny-le-Petit.

### Climat
Pour des articles plus généraux, voir Climat du Grand Est et Climat de la Meuse.
En 2010, le climat de la commune est de type climat de montagne, selon une étude du Centre national de la recherche scientifique s'appuyant sur une série de données couvrant la période 1971-2000. En 2020, Météo-France publie une typologie des climats de la France métropolitaine dans laquelle la commune est exposée à un climat océanique altéré et est dans la région climatique  Lorraine, plateau de Langres, Morvan, caractérisée par un hiver rude (1,5 °C), des vents modérés et des brouillards fréquents en automne et hiver. 
Pour la période 1971-2000, la température annuelle moyenne est de 9,5 °C, avec une amplitude thermique annuelle de 16,2 °C. Le cumul annuel moyen de précipitations est de 1 069 mm, avec 14,2 jours de précipitations en janvier et 9,7 jours en juillet. Pour la période 1991-2020, la température moyenne annuelle observée sur la station météorologique de Météo-France la plus proche, « Erneville aux Bois_sapc », sur la commune d'Erneville-aux-Bois à 10 km à vol d'oiseau, est de 9,9 °C et le cumul annuel moyen de précipitations est de 1 021,5 mm. 
La température maximale relevée sur cette station est de 39,4 °C, atteinte le 25 juillet 2019 ; la température minimale est de −24,2 °C, atteinte le 18 février 1956,,. 
Les paramètres climatiques de la commune ont été estimés pour le milieu du siècle (2041-2070) selon différents scénarios d'émission de gaz à effet de serre à partir des nouvelles projections climatiques de référence DRIAS-2020. Ils sont consultables sur un site dédié publié par Météo-France en novembre 2022.

## Urbanisme

### Typologie
Au 1er janvier 2024, Méligny-le-Petit est catégorisée commune rurale à habitat dispersé, selon la nouvelle grille communale de densité à sept niveaux définie par l'Insee en 2022.
Elle est située hors unité urbaine et hors attraction des villes,.

### Occupation des sols
L'occupation des sols de la commune, telle qu'elle ressort de la base de données européenne d’occupation biophysique des sols Corine Land Cover (CLC), est marquée par l'importance des territoires agricoles (67,8 % en 2018), en diminution par rapport à 1990 (71,4 %). La répartition détaillée en 2018 est la suivante : 
terres arables (52,4 %), forêts (28,5 %), prairies (10,8 %), zones agricoles hétérogènes (4,6 %), zones urbanisées (3,7 %). L'évolution de l’occupation des sols de la commune et de ses infrastructures peut être observée sur les différentes représentations cartographiques du territoire : la carte de Cassini (XVIIIe siècle), la carte d'état-major (1820-1866) et les cartes ou photos aériennes de l'IGN pour la période actuelle (1950 à aujourd'hui).

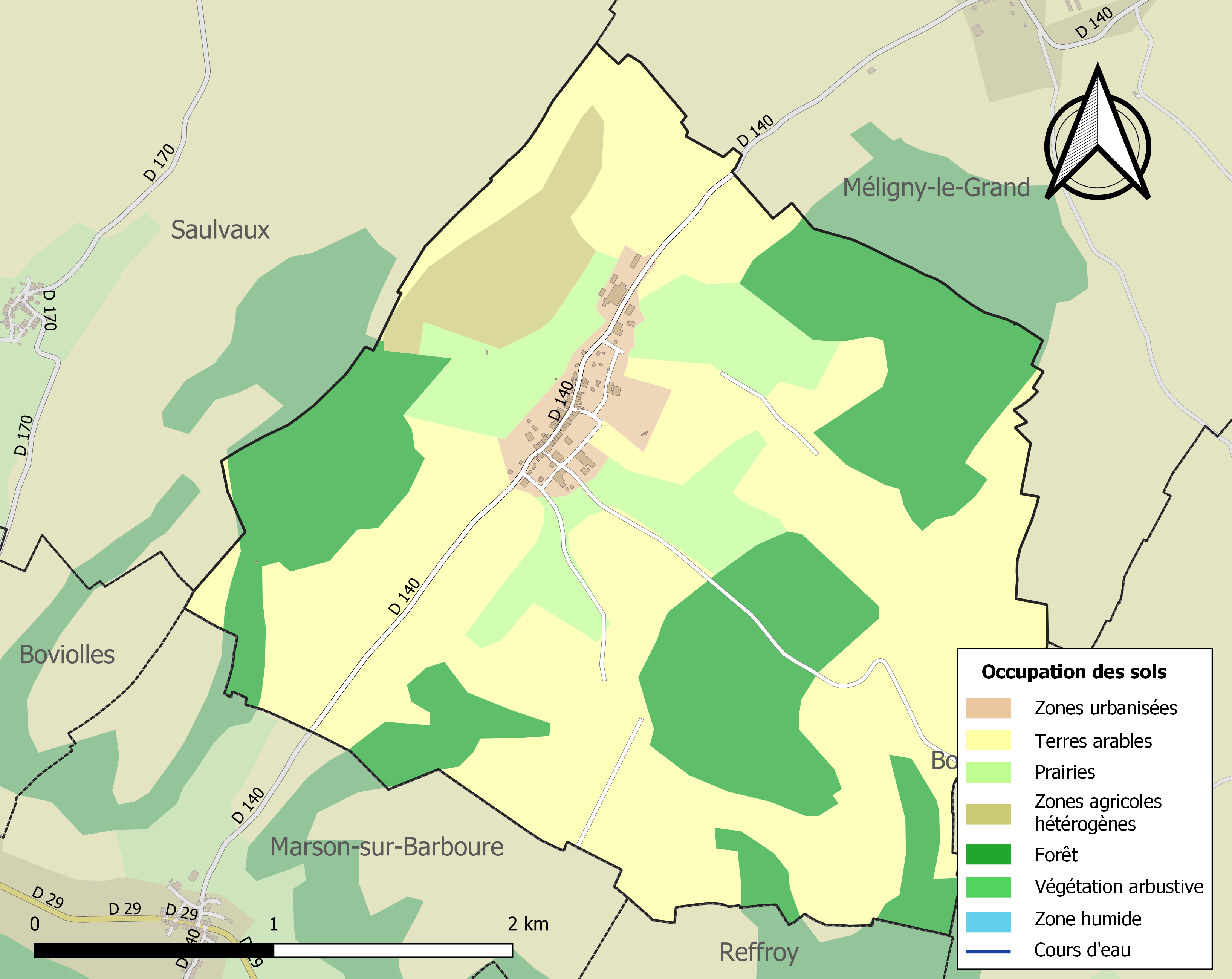
Carte des infrastructures et de l'occupation des sols de la commune en 2018 (CLC).

## Toponymie
Le nom de la localité est attesté sous les formes Meligneyum en 1135 ; Meligneyum-Parvum en 1402 ; Meligney-le-Petit en 1495-96 ; Meligneium-Parvum en 1711.

Il s'agit d'une formation toponymique gallo-romaine en -(i)acum, suffixe d'origine gauloise de localisation et de propriété, comme l'indique la forme médiévale Melignei, la terminaison -ei étant généralement la forme prise par ce suffixe au nord de la France (-eyum est un latinisme fictif destiné à s'insérer dans des textes rédigés en latin médiéval).
Le premier élément est, selon la règle générale, un nom de personne. Albert Dauzat identifie l'anthroponyme Melinius, d'où une forme primitive du type *Meliniacum > Méligny. cf. Mélignac, quartier à Piriac-sur-Mer.
Remarque : Méligny pourrait être un composé de mediolanum avec le suffixe -acum, sur medio- signifiant « milieu ». Le second élément -lanum peut correspondre au latin planus (le p- initial indo-européen s'étant amuï en celtique). Dans ce cas, Mediolanum signifierait simplement « [localité au] milieu de la plaine » ou « plaine du milieu ». Outre le caractère conjecturel d’une évolution *Mediolan(i)acum > Melignei soutenue par aucune forme ancienne et l'absence d'attestation en Gaule de ce type toponymique en -acum, ce sens généralement attribué à Mediolanum est contesté. En effet, il serait de nature religieuse et signifierait « plein-centre », enfin sur le plan topographique, les Mediolanum sont parfois situés sur des hauteurs.

## Histoire
Comme tous les autres villages de la Meuse, il a eu des vignes avant qu'elles ne soient au XXe siècle décimées par le phylloxéra.
Aujourd'hui, le village compte une soixantaine d'habitants (les Biquis), quelques fermes.

## Politique et administration
| Période                                  | Période                   | Identité                                         | Étiquette | Qualité            |
| ---------------------------------------- | ------------------------- | ------------------------------------------------ | --------- | ------------------ |
| Les données manquantes sont à compléter. |                           |                                                  |           |                    |
| mars 2001                                | mars 2008                 | Jean Hanriquel                                   |           |                    |
| mars 2008                                | mars 2014                 | Fabienne Martel                                  |           |                    |
| mars 2014                                | En cours (au 25 mai 2020) | Christian Bouchot Réélu pour le mandat 2020-2026 |           | Ancien agriculteur |

## Démographie
L'évolution du nombre d'habitants est connue à travers les recensements de la population effectués dans la commune depuis 1793. Pour les communes de moins de 10 000 habitants, une enquête de recensement portant sur toute la population est réalisée tous les cinq ans, les populations de référence des années intermédiaires étant quant à elles estimées par interpolation ou extrapolation. Pour la commune, le premier recensement exhaustif entrant dans le cadre du nouveau dispositif a été réalisé en 2006.

En 2022, la commune comptait 74 habitants, en évolution de −8,64 % par rapport à 2016 (Meuse : −4,4 %, France hors Mayotte : +2,11 %).
| 1793 | 1800 | 1806 | 1821 | 1831 | 1836 | 1841 | 1846 | 1851 |
| ---- | ---- | ---- | ---- | ---- | ---- | ---- | ---- | ---- |
| 355  | 240  | 232  | 249  | 264  | 264  | 264  | 258  | 245  |

| 1856 | 1861 | 1866 | 1872 | 1876 | 1881 | 1886 | 1891 | 1896 |
| ---- | ---- | ---- | ---- | ---- | ---- | ---- | ---- | ---- |
| 222  | 201  | 202  | 170  | 154  | 161  | 137  | 122  | 126  |

| 1901 | 1906 | 1911 | 1921 | 1926 | 1931 | 1936 | 1946 | 1954 |
| ---- | ---- | ---- | ---- | ---- | ---- | ---- | ---- | ---- |
| 126  | 115  | 109  | 93   | 80   | 77   | 73   | 71   | 72   |

| 1962 | 1968 | 1975 | 1982 | 1990 | 1999 | 2006 | 2011 | 2016 |
| ---- | ---- | ---- | ---- | ---- | ---- | ---- | ---- | ---- |
| 69   | 73   | 67   | 73   | 75   | 58   | 63   | 79   | 81   |

| 2021 | 2022 | - | - | - | - | - | - | - |
| ---- | ---- | - | - | - | - | - | - | - |
| 75   | 74   | - | - | - | - | - | - | - |

## Culture locale et patrimoine

### Lieux et monuments
- L'église de l'Invention-de-Saint-Étienne possède un chœur est du XIIIe siècle, la nef lui est postérieure et le côté gauche a été ajouté plus tard.
- Monument aux morts, plaque contre l'église.
- Croix de chemin sculptées.
- Parc de 6 éoliennes à la limite avec Marson-sur-Barboure dont la plus haute atteint 121 m. Un autre parc lui fait face sur la commune de Reffroy.

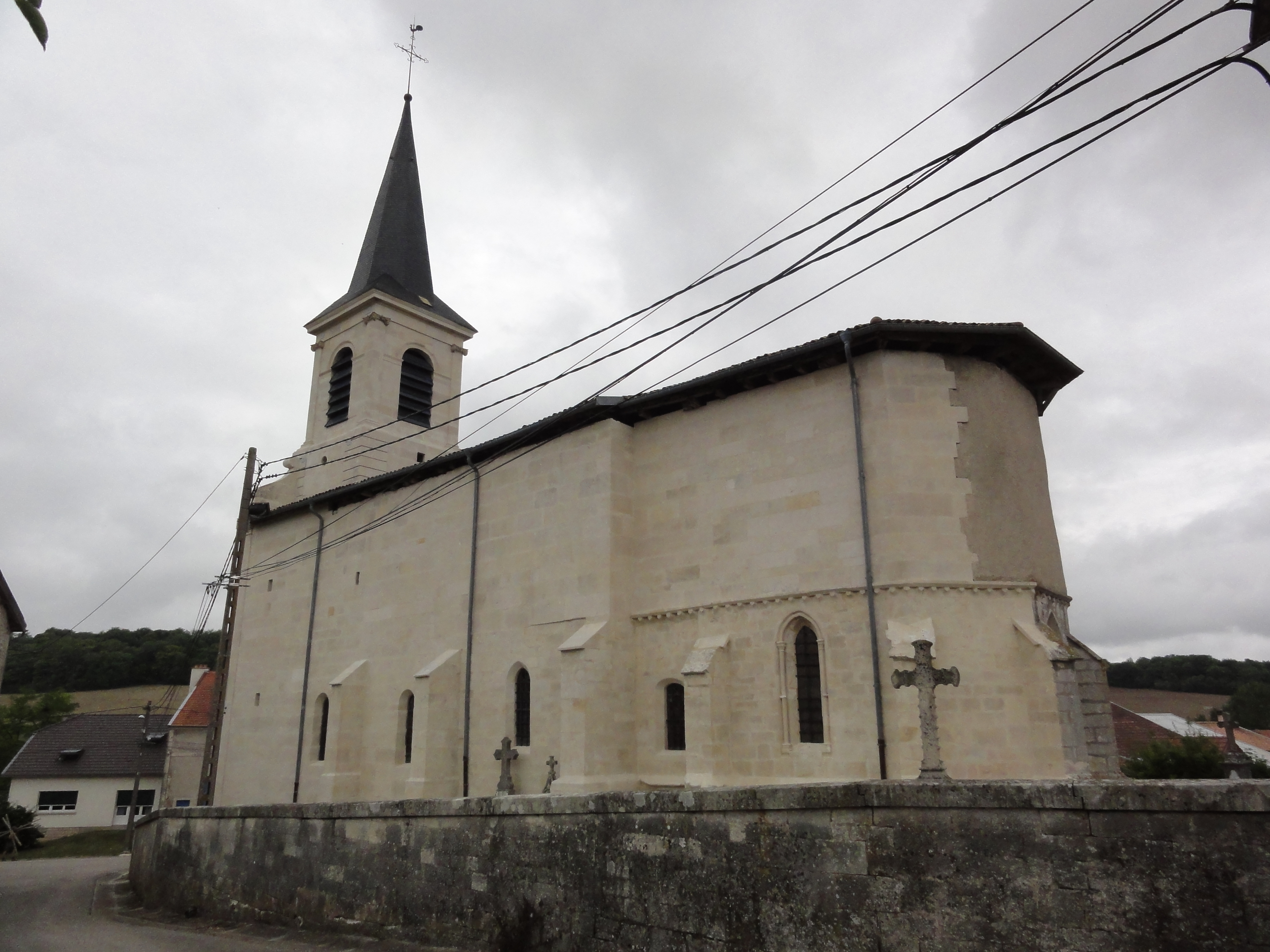
Église de l'Invention-de-Saint-Étienne extérieur.
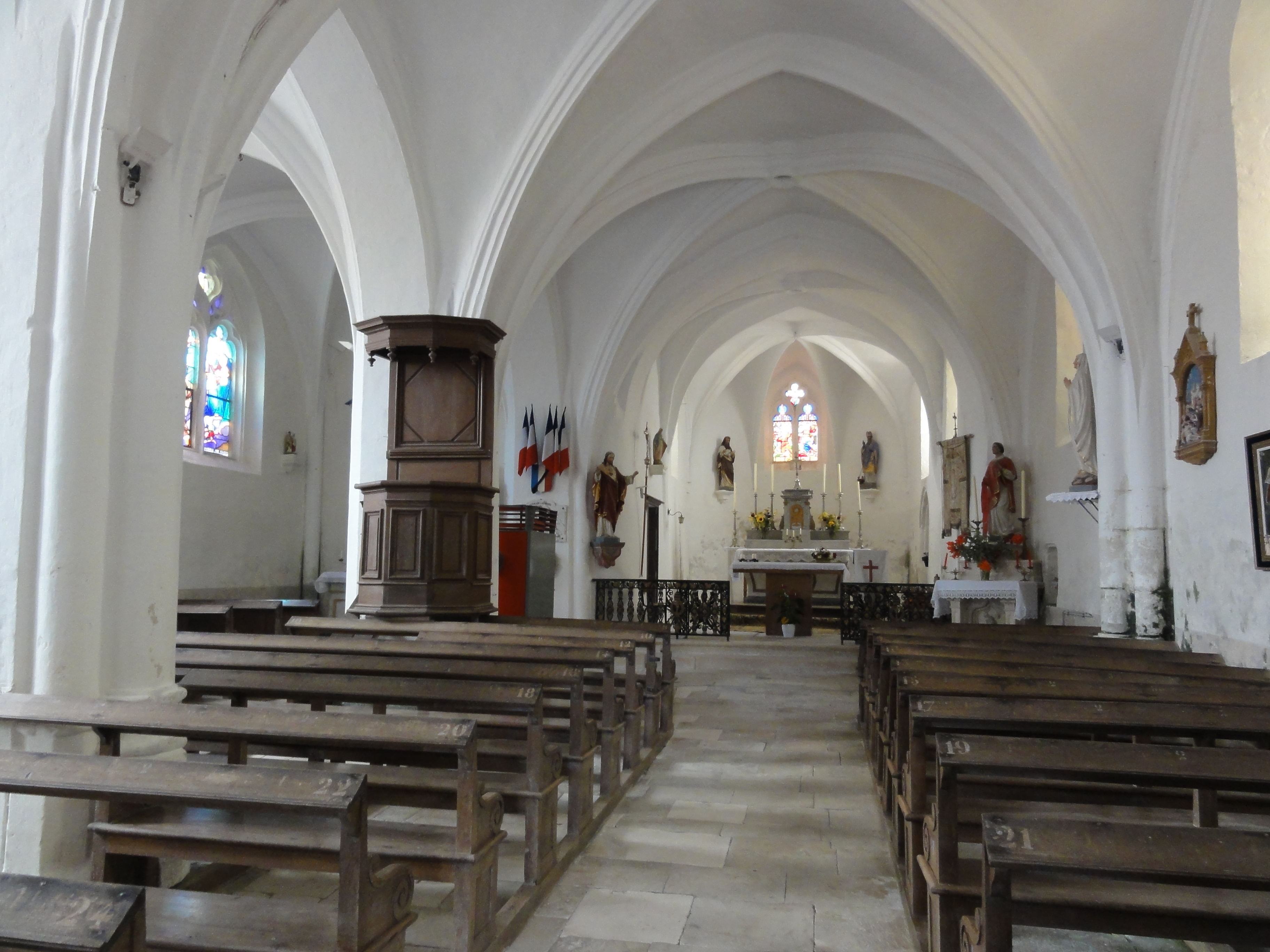
Église de l'Invention-de-Saint-Étienne intérieur.
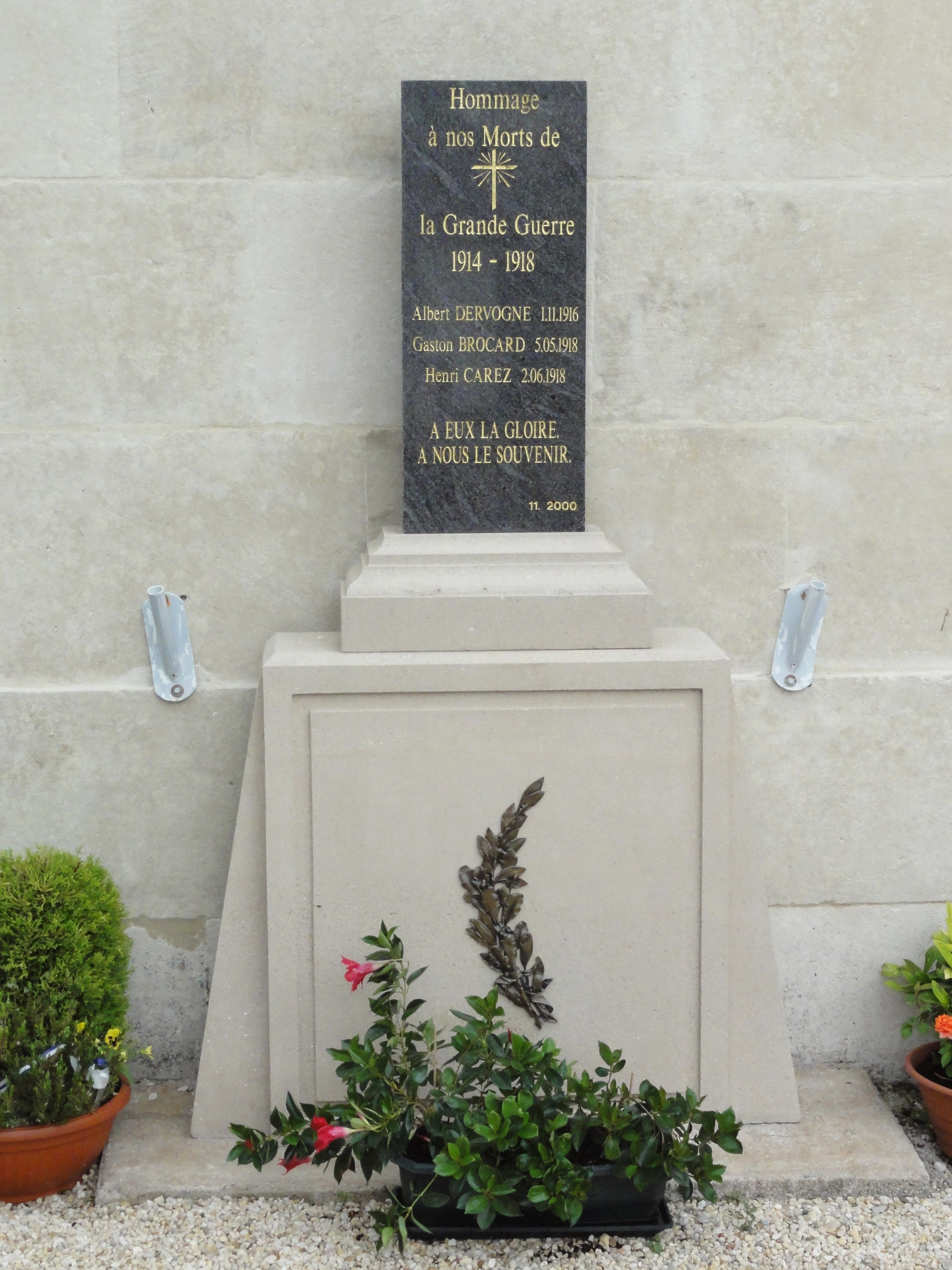
Monument aux morts.
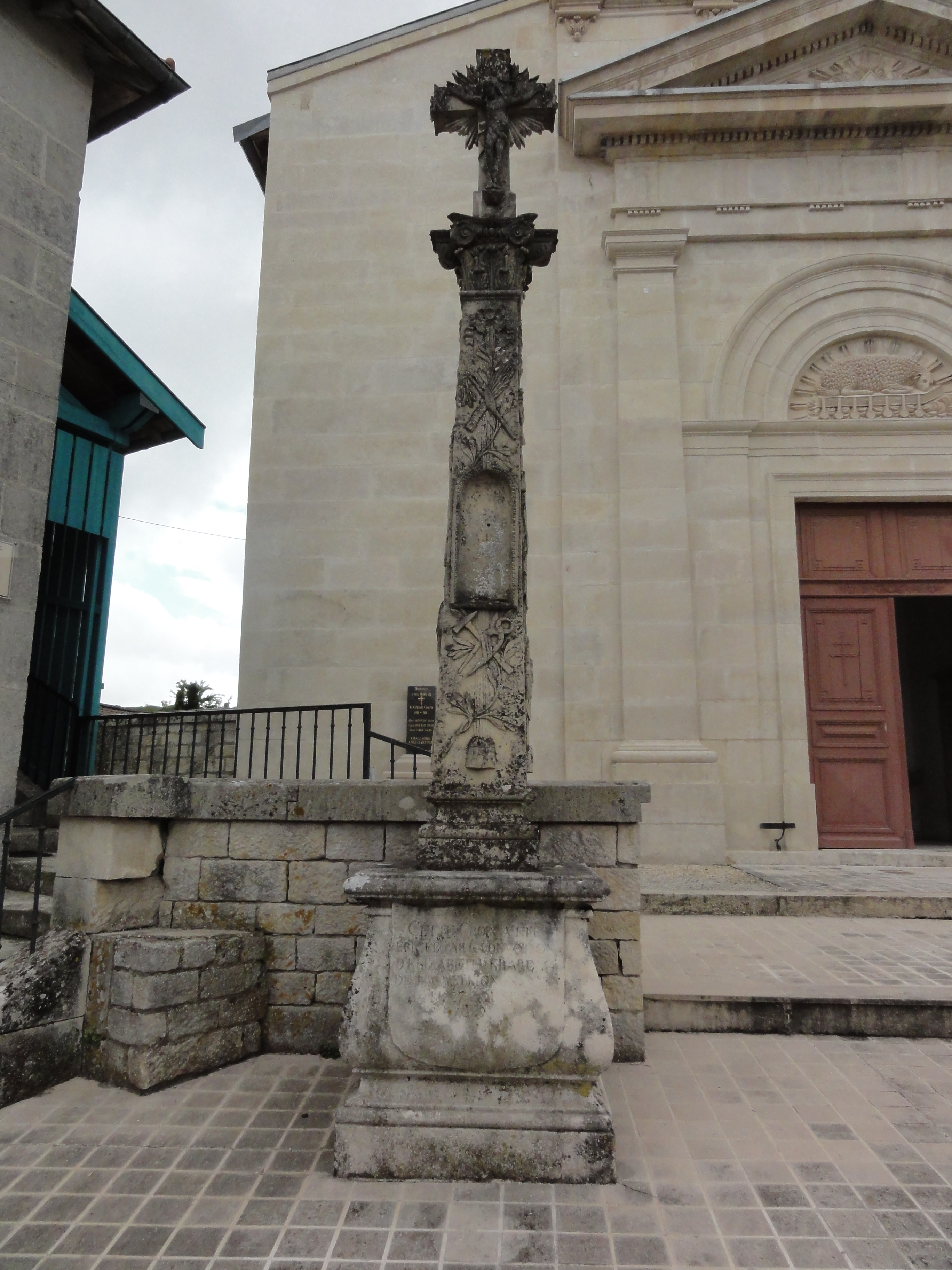
Croix sculptée devant l'église.

- Petite fierté du village, ses cinq fontaines, toutes identiques, son lavoir et son gayoir[24], un gué dans le ruisseau pour laver les chevaux.

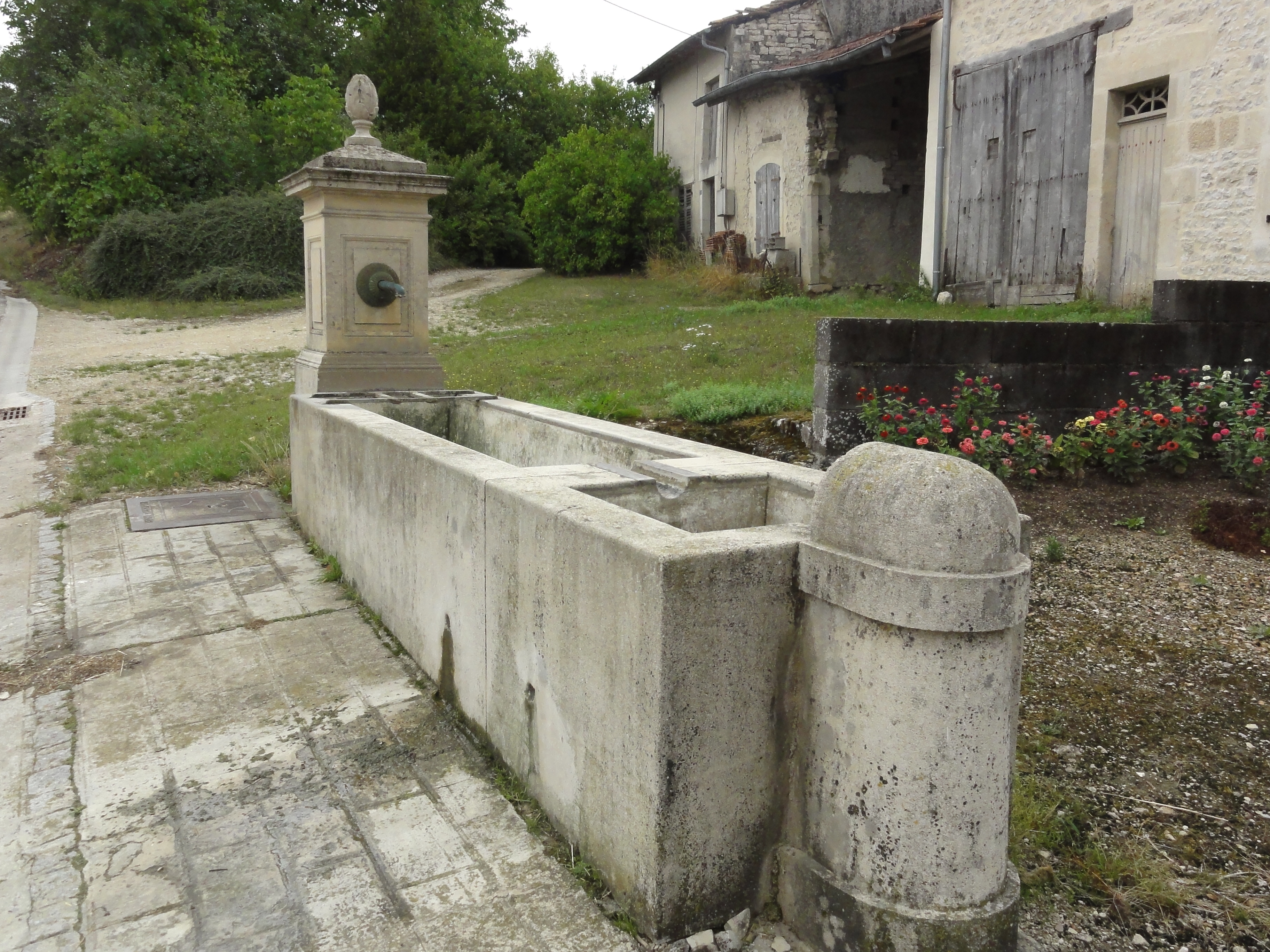
Fontaine A.
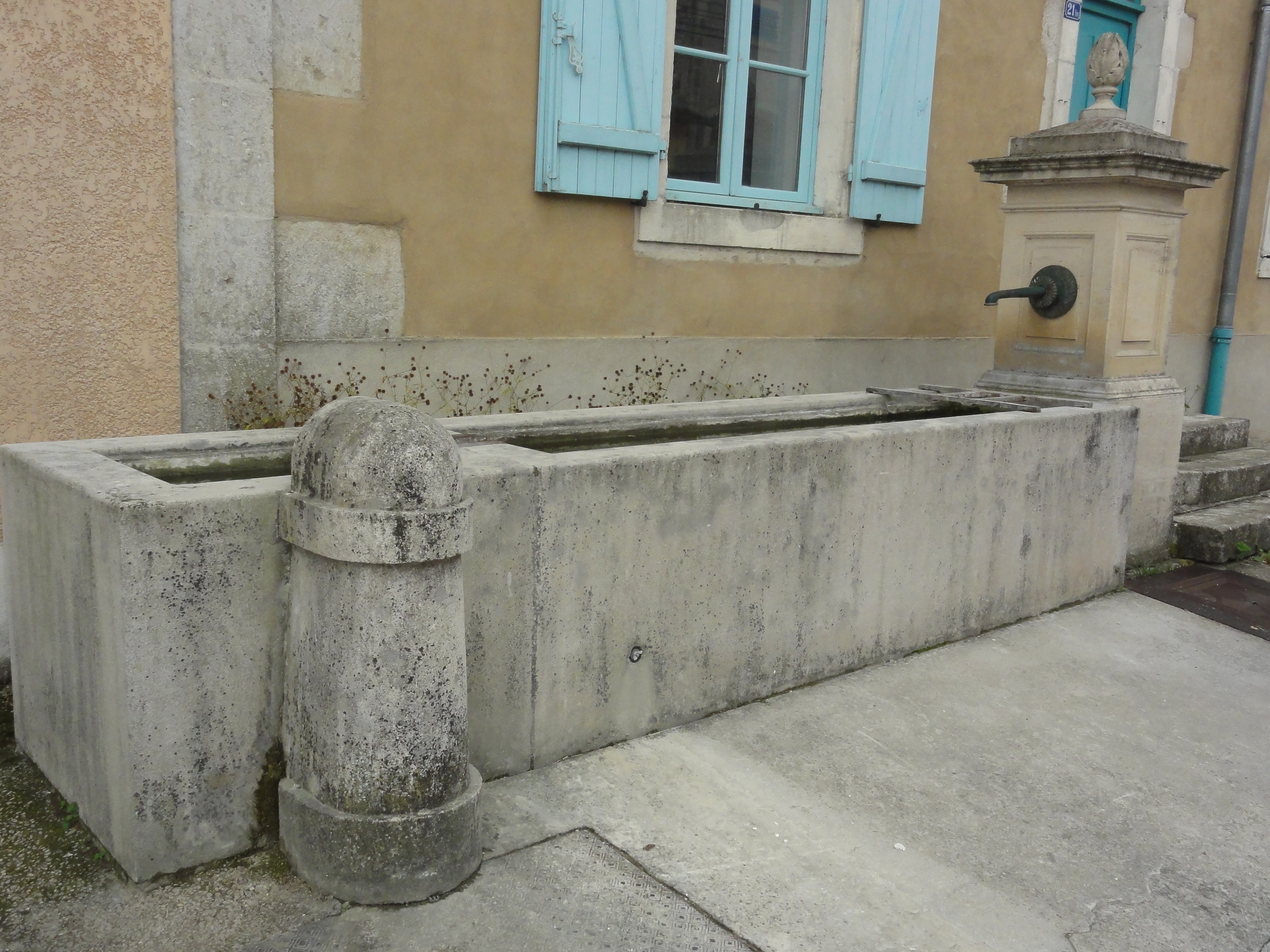
Fontaine B.
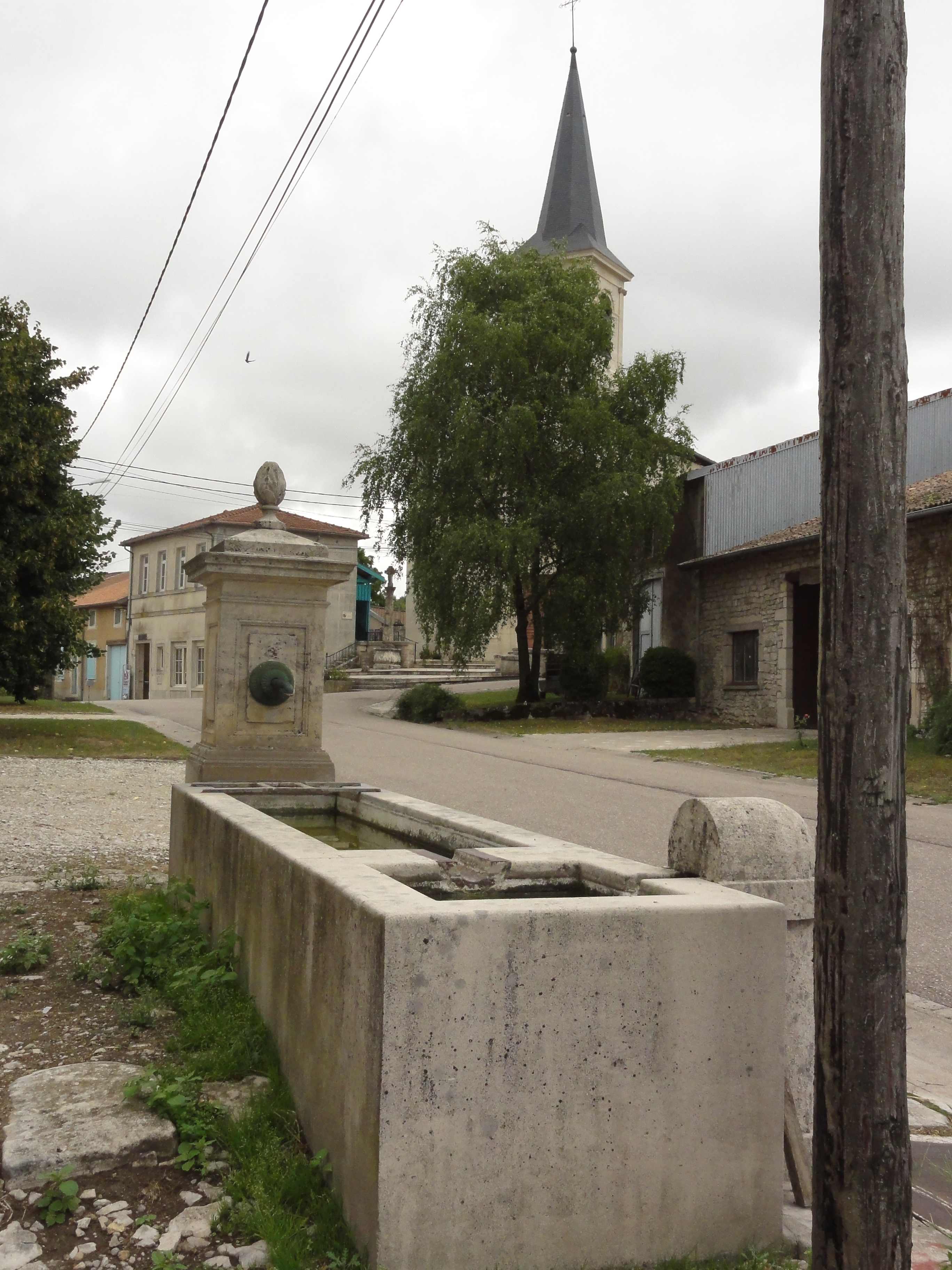
Fontaine C.
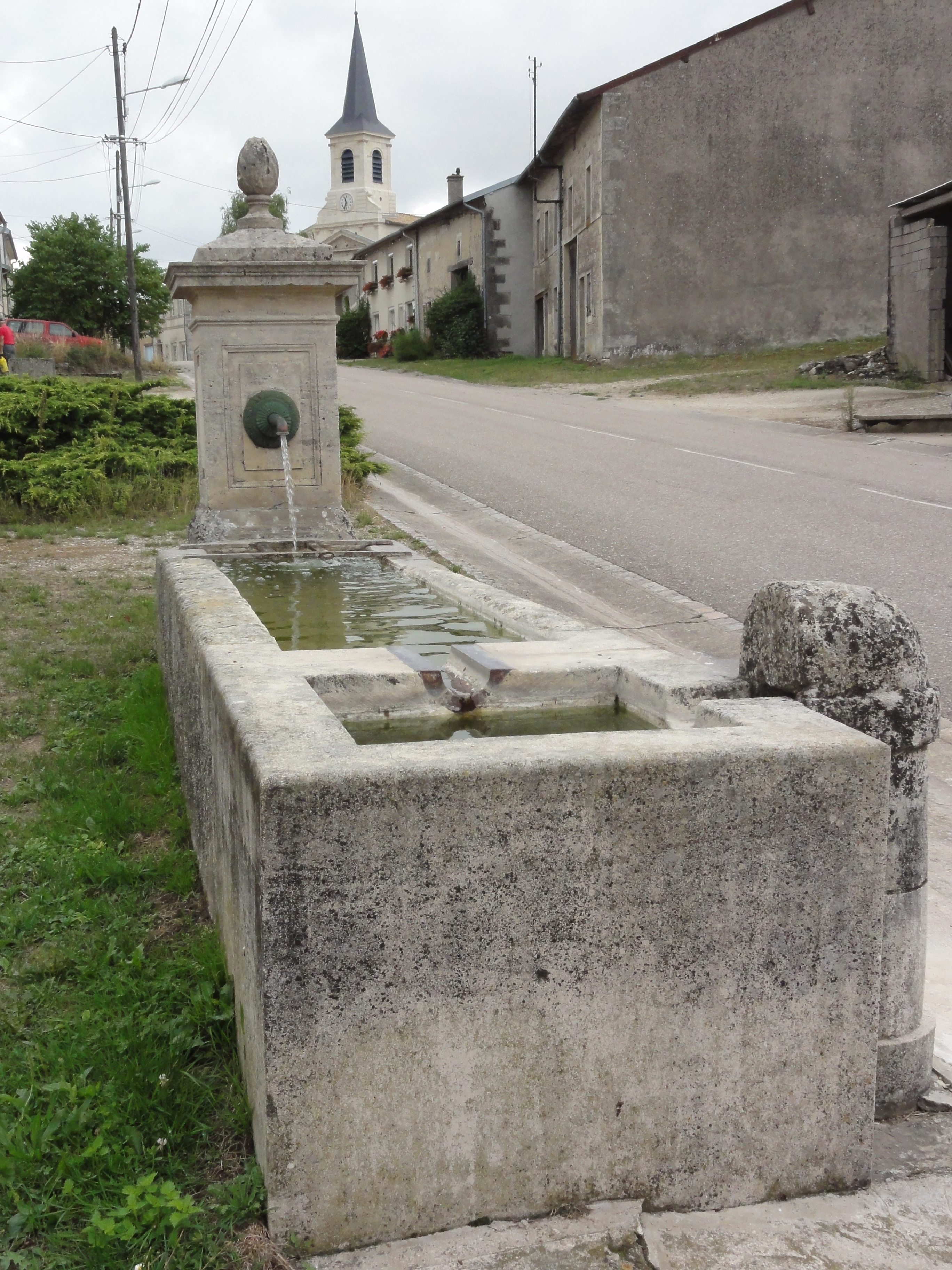
Fontaine D.
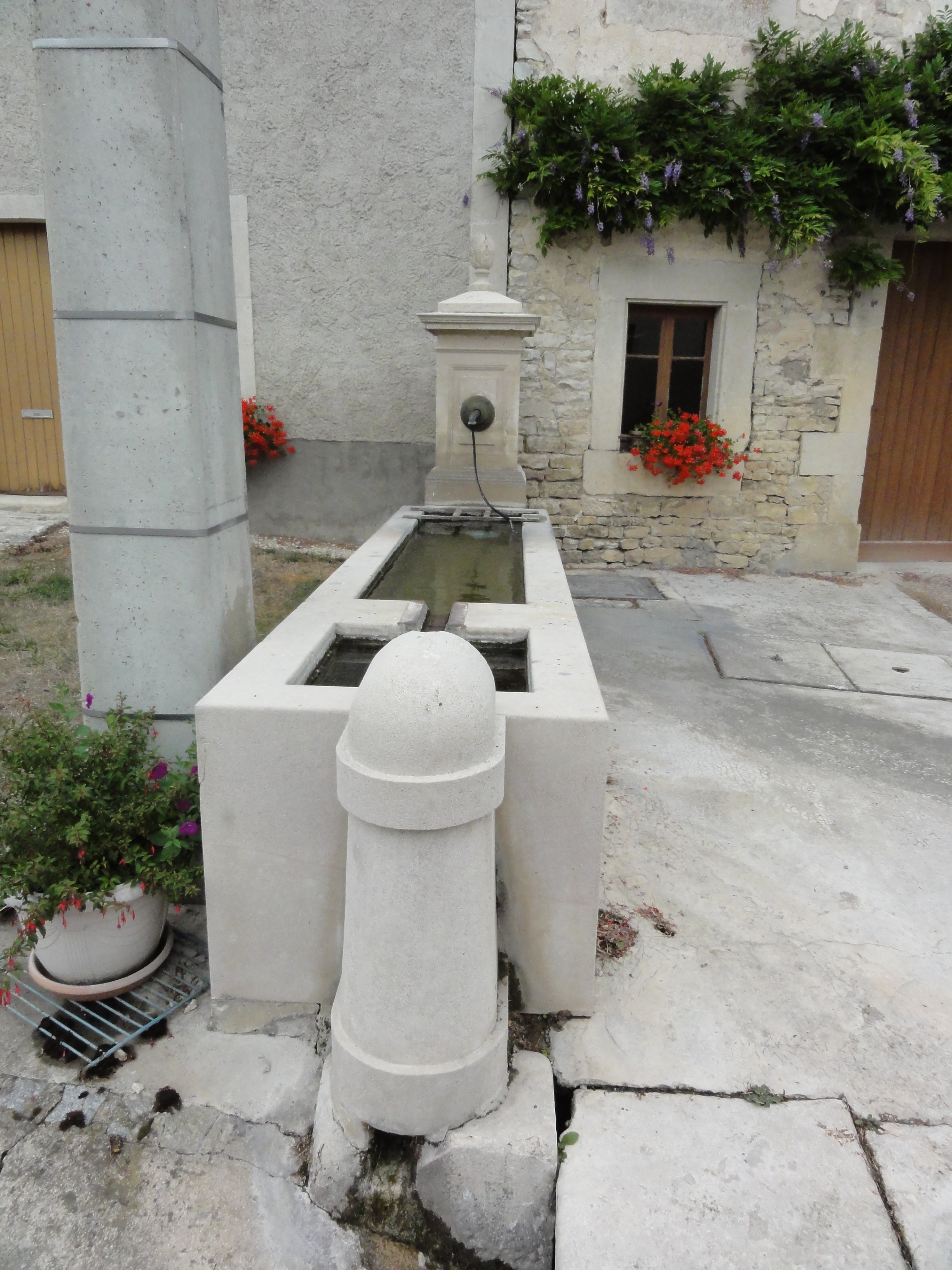
Fontaine E.

### Héraldique
| Blason de Méligny-le-Petit | Blason  | Tranché de sinople à la tête de chevreau arrachée d'argent, allumée et accornée d'or et d'or au soc de charrue de pourpre ; sur le tout une bande de gueules chargée d'une croix pommetée au pied fiché d'argent accompagnée de deux billettes d'or. |
| Blason de Méligny-le-Petit | Détails | Le champ de sinople symbolise les prairies et la forêt, le champ d'or évoque les cultures de céréales. La tête de chevreau représente les « biquis », surnom familier des habitants du village. Le soc de charrue souligne la vocation essentiellement agricole de la commune. Il est de pourpre pour rappeler l'importance de la vigne au XIXe siècle. La croix pommetée indique que Meligny dépendait de la principauté de Commercy. Enfin, les billettes représentent les meurtrières de l'église fortifiée. Ce blason a été composé par Robert Louis et adopté par la commune le 25 janvier 2007. |